# Luxemburgia diciliata
Luxemburgia diciliata là một loài thực vật có hoa trong họ Ochnaceae. Loài này được Dwyer mô tả khoa học đầu tiên năm 1951.